# Peshkopi
Peshkopi er en by i det nordøstlige Albanien,  i præfekturet Dibër,  med 13.251(2011) indbyggere. Byen ligge 187 kilometer fra landets hovedstad Tirana.